# Michael Steger
Michael Mateus Steger (Los Angeles, 27 maggio 1980) è un attore statunitense, noto per il ruolo di Navid Shirazi nella serie televisiva 90210, spinoff del celebre serial Beverly Hills 90210.

## Biografia
Di origini sud-asiatiche, ecuadoregne, austriache e norvegesi, Michael Steger inizia la sua carriera da attore comparendo in alcuni spot pubblicitari televisivi e con una piccola parte in VR Troopers nel 1994. Nel 2005 recita nel film di Bollywood 3 Girls and the Golden Cocoon, ed in seguito in alcuni episodi di Navy NCIS Unità anticrimine nel 2005. Dal 2007 Steger ha un ruolo fisso nel serial The Winner e nello stesso anno compare nel video musicale dei The Killers Bones, diretto dal regista Tim Burton.
Dal 2007, Steger è comparso in numerose produzioni di Disney Channel come Hannah Montana, Cory alla Casa Bianca e Cheetah Girls: One World. Dal 2008 Michael Steger interpreta il ruolo del personaggio Navid Shirazi nella serie televisiva 90210 trasmesso da The CW.
Nel dicembre 2008 ha sposato la fidanzata Brandee Tucker.

## Filmografia

### Televisione
- VR Troopers (1994)
- The Man Under the Tree (2005)
- 3 Girls and the Golden Cocoon (2005)
- The Winner – serie TV (2005)
- Navy NCIS Unità anticrimine – serie TV (2005)
- Hannah Montana (2007)
- Criminal Minds – serie TV (2008)
- The Cheetah Girls: One World, regia di Paul Hoen – film TV (2008)
- Cory alla Casa Bianca (2008)
- True Blood – serie TV, episodio 3x10 (2010)
- Covert Affairs – serie TV, episodio 1x03 (2010)
- 90210 – serie TV, 68 episodi (2008-2011)
- Grey’s Anatomy - serie TV, episodio 19x7 (2023)

## Doppiatori italiani
Nelle versioni in italiano delle opere in cui ha recitato, Michael Steger è stato doppiato da:
- Paolo Vivio in The Cheetah Girls: One World, 90210
- Simone Veltroni in Criminal Minds
- Daniel Spizzichino in Grey's Anatomy